# Società Generale Immobiliare
Società Generale Immobiliare була найбільшою італійською компанією, що спеціалізувалася на нерухомості та будівництві. Вона була заснована у Турині в 1862 році, але потім переїхала до Риму в 1870 році через об'єднанням Італії. Після переміщення в Рим, компанія зацікавилася пастирською землею навколо Риму і в кінцевому підсумку придбала її. З роквітом Риму, ціни на нерухомість росли й компанія багатіла. Згодом діяльність компанії змінено з упору на нерухомість до зосередження на будівництві. Одним з людей, що повели Іммобіліаре в напрямку будівництва був Альдо Самаритані, який приєднався до компанії в 1933 році. Компанія славиться будівництвом численних житлових будинків по всій Італії.
Найбільшим акціонером Іммобіліаре був Ватикан, який володів п'ятнадцятьма відсотками акцій. Тим не менше, більшість з акцій Ватикану в компанії були продані в кінці 1960-х років американському конгломерату Gulf and Western Industries. Він є попередником групи SGI, яка була взята під контроль Opus Dei на початку 1990-х років. Компанія також брала участь в скандалі, пов'язаному з італійським банком Banco Ambrosiano.
Іммобіліаре, під назвою "Інтернаціонале Іммобіліаре", показаний в «Хрещений Батько. Частина III» як частина задуму головного героя Майкла Корлеоне, пов'язаного з узаконенням своїх статків.

## Див.також
- Вотергейтський комплекс